# Itylus
Itylus là một chi bọ cánh cứng trong họ Chrysomelidae.
Chi này được miêu tả khoa học năm 1904 bởi Jacoby.

## Các loài
Các loài trong chi này gồm:
- Itylus bicolor (Jacoby, 1895)
- Itylus biru Mohamedsaid, 1995
- Itylus terminata Mohamedsaid, 1995
- Itylus testaceus Mohamedsaid, 1995